# Anscari d'Ivrea
Anscari d'Ivrea fou un senyor feudal que es va convertir en marquès d'Ivrea vers el 891. És considerat el primer marquès d'Ivrea i origen de la casa dels anscàrides (Anscarici). Del seu nom la marca fou anomenada més tard "marca Anscàrica".

## Biografia
No es coneixen plenament els orígens d'Anscari. Hauria estat inicialment comte d'Oscheret al regne de Borgonya, fill probablement del comte Amadeu comte de Langres, que s'hauria casat amb una germana de Lambert I de Nantes, al seu torn el pare de Guiu I de Spoleto. Sobre la base d'una mala interpretació d'un passatge de Liutprando de Cremona alguns estudiosos havien pensat que Anscari era en realitat germà del rei Guiu III de Spoleto en lloc de cosí. De Simoni considerava Anscari un dels nobles de més confiança de Guiu III, però excloïa el vincle de germanor
Se suposa que després de la deposició de l'emperador Carles III el Gras (novembre del 887), Anscari va donar suport a la candidatura de Guiu de Spoleto com a rei dels francs occidentals, en oposició a Eudes de París, o a rei d'Itàlia, en oposició a Berenguer del Friül, que havia estat investit a Pavia el 6 de gener del 888. Anscari probablement va participar tant en la primera batalla prop de Brescia quan Berenguer va ser capaç de contenir a les forces de Guiu i a la batalla del Trebia (889), que va donar la victòria a Guiu. En la batalla va morir el germà d'Anscari, de nom Guiu. Quan llavors (889) Guiu III de Spoleto va ascendir al tron d'Itàlia, es va emportar al seu conseller de confiança, Anscari i el 891 el va investir amb la marca d'Ivrea amb la tasca de defensar els punts estratègics del nord-oest dels Alps. El 894, amb l'ajuda d'un contingent de tropes enviat pel rei Rodolf I de Borgonya, Anscari va tractar de tancar el pas a Arnulf de Caríntia, qui s'estava retirant d'Itàlia després d'haver fet la guerra allí. Arnulf va poder creuar la barrera i va atacar Rodolf que van evitar la lluita retirant-se a les muntanyes.
Va morir vers 901 o 902 i l'hauria succeït el seu fill Adalbert I d'Ivrea.